# Пејчиновић
Пејчиновић је српскохрватско презиме, патроним настао од Пејчин, и сам патроним настао од Пејо, умањеница од Петар.
Познати људи са овим презименом су:
- Давор Пејчиновић (1971), хрватски кошаркаш у пензији
- Немања Пејчиновић (1987), српски фудбалер